# Cloverdale (Indiana)
Cloverdale – miasto w Stanach Zjednoczonych, w stanie Indiana, w hrabstwie Putnam.